# Резня в Гудоваце
Резня в Гудоваце (серб. Масакр у Гудовцу, хорв. Pokolj u Gudovcu) — массовое убийство примерно 190 сербов хорватскими усташами, произошедшее 28 апреля 1941 года в селе Гудовац близ города Бьеловара. Резня произошла вскоре после оккупации Королевства Югославия войсками стран «оси» и провозглашения Независимого государства Хорватия и стала первым массовым убийством, совершённым усташами в рамках геноцида сербов.
В качестве предлога для убийства усташами была использована неразъяснённая смерть двух своих сторонников. 195 сербов были обвинены усташами в лояльности югославскому королю и подрывной деятельности, после чего были расстреляны на поле неподалеку от села. Казнь была совершена отрядом из 70 человек. Нескольким сербам удалось уцелеть во время первого залпа и спрятаться в безопасном месте. После резни усташи заставили жителей села вырыть братскую могилу для погибших и залить тела негашеной известью, чтобы ускорить их разложение.
На следующий день родственники одного из погибших сообщили о резне в немецкую оккупационную администрацию. Немцами была проведена частичная эксгумация тел, после которой 40 участников казни были арестованы. Вскоре они были освобождены усилиями Младена Лорковича, министра иностранных дел НГХ, который обещал немецкому послу в Хорватии провести тщательное расследование, однако этого так и не произошло.
На месте резни в 1955 году югославские власти возвели мавзолей, также был установлен памятник работы скульптора Воина Бакича. В 1991 году, во время войны в Хорватии, они были разрушены хорватскими националистами.

## История

### Предыстория

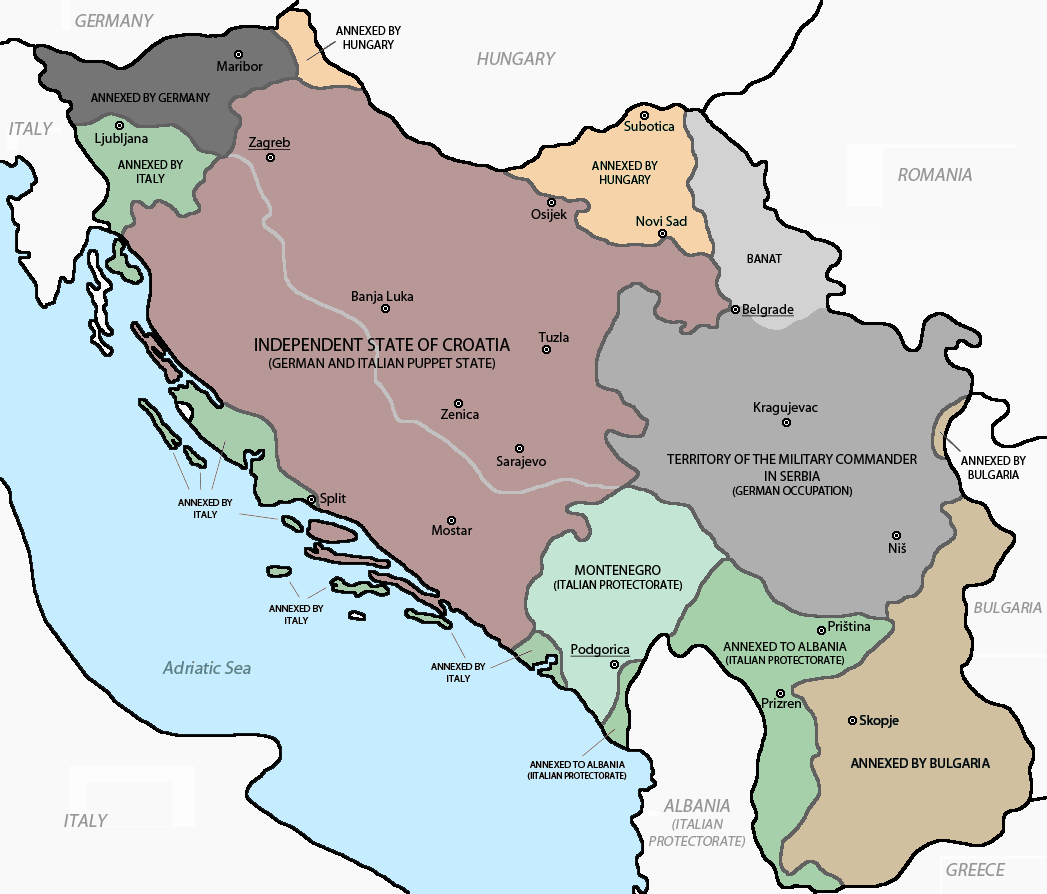
Разделение Югославии силами оси

Гудовац — село неподалеку от Бьеловара, находится примерно в 80 километрах от Загреба. Население села было смешанным, около две трети составляли хорваты, одну треть — сербы. Согласно переписи населения 1931 года, проведенной в Королевстве Югославия, из 8000 жителей муниципалитета 3000 были сербами.
6 апреля 1941 года в Югославию вторглись войска Германии и Италии. К ним присоединились армии Венгрии и Болгарии. Испытывавшая проблемы с оснащением современным вооружением и этнически расколотая югославская армия была быстро разбита. Непосредственно в окрестностях Бьеловара во время вторжения армий стран «оси» произошёл массовый мятеж в армейских частях, укомплектованных преимущественно местными хорватскими призывниками, которые отказывались сражаться против вермахта. Восставшие блокировали Бьеловар и потребовали капитуляции гарнизона, угрожая в противном случае убить всех живущих в городе и окрестностях сербов и членов семей офицеров. Затем произошел штурм города, попавшие в плен солдаты и офицеры, оставшиеся лояльными Югославии, были переданы немцам и усташам. Восстание полков и штурм Бьеловара впоследствии активно использовались усташами в своей пропаганде.
После оккупации Югославии и разделения её территории странами «оси» на территории Хорватии, Боснии и Герцеговины и части Сербии было создано Независимое государство Хорватия. Национально-политические цели усташей преследовали не только установление государственной самостоятельности Хорватии, но и придание новому государству этнически хорватского характера. Главным препятствием к достижению этой цели были сербы, составлявшие треть населения НГХ. В результате, с первых дней существования НГХ усташи начали активные антисербские действия. Прелюдией была мощная пропагандистская кампания, изображавшая сербов как врагов хорватского народа, которым не место в НГХ. Кульминацией стали массовые убийства сербов и их интернирование в многочисленные концлагеря.
Следуя примеру нацистской Германии, режим усташей издал расовые законы по образу и подобию Нюрнбергских законов, направленные против сербов, евреев и цыган. В своей речи в Госпиче 22 июня 1941 года один из лидеров усташей Миле Будак сформулировал программу действий по отношению к сербам, которая 26 июня была опубликована газетой «Hrvatski List»:
Одну часть сербов мы уничтожим, другую выселим, остальных переведём в католическую веру и превратим в хорватов. Таким образом скоро затеряются их следы, а то, что останется, будет лишь дурным воспоминанием о них. Для сербов, цыган и евреев у нас найдётся три миллиона пуль
Усташи проводили дифференцированную политику по отношению к народам, объявленным врагами. Разница в отношении к сербам и евреям заключалась в стремлении евреев уничтожить полностью, а сербов треть уничтожить, треть окатоличить, треть изгнать в Сербию. Таким образом, усташи планировали сделать своё государство полностью мононациональным. Итальянский историк Марк Ривели писал, что для усташей еврейский вопрос не был основной «расовой проблемой». По его мнению, уничтожение евреев Павелич предпринимал, «чтобы угодить мощнейшему нацистскому союзнику».

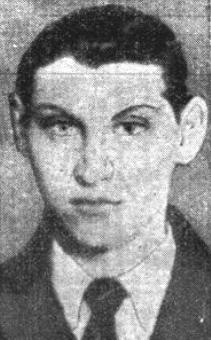
Дидо Кватерник, организатор резни в Гудоваце

Уничтожение сербов и евреев в Бьеловаре было поручено Дидо Кватернику. Предположительно, приказы об этом лидер усташей Анте Павелич передал в устной форме, так как соответствующие документы в архивах не сохранились. Кватерник позднее вспоминал:
«Когда мы с триумфом вернулись домой из-за границы и когда Павелич решил, что я должен взять на себя выполнение мер против сербов и евреев, я повиновался немедленно и без колебаний, потому что знал, что этот вопрос должен быть решен ради будущего хорватского народа и государства, и что кто-то должен принести жертву, чтобы эти одиозные, но необходимые меры могли быть выполнены».

### Резня
После капитуляции югославского гарнизона контроль над Бьеловаром перешел к усташам. В окрестностях города происходили стычки между усташами и югославскими частями, сохранявшими лояльность правительству. Руководство усташей в Бьеловаре считало, что в окрестных сёлах прячутся офицеры-сербы, которые сняли военную форму и спрятали своё оружие. Множество домов было обыскано в поисках оружия, параллельно с этим происходили аресты «нежелательных элементов», в первую очередь коммунистов. Усташи заявили, что у нескольких членов Коммунистической партии Югославии в домах были обнаружены запасы оружия.
Аресты и разоружение коммунистов и бывших военнослужащих югославской армии сопровождались убийствами, среди погибших были и гражданские сербы. Находившийся в Бьеловаре Кватерник опасался восстания сербов против режима усташей. После того, как ему были переданы слухи о готовящемся восстании 6 мая, он вместе со своим помощником Шаричем организовал арест около 530 сербов из Грубишно-Поля. Все они были отправлены в концентрационный лагерь Даница близ Копривницы, откуда затем их перевели в другие концлагеря — Ясеновац, Паг, Стара-Градишку и т. д., где большинство из них были убиты.
25 апреля был арестован серб Милан Радованович, который пришёл в полицейский участок в Гудоваце сдать оружие. После распада его полка Радованович укрывался в селе Пргомелье и не успел сдать униформу и вооружение в срок до 24 апреля, который назначили усташи. На следующий день двое конвоиров повели его в Бьеловар, но по пути в город они были обстреляны неизвестными лицами. Радованович и один из конвоиров погибли. В тот же день в Гудоваце был убит ещё один служащий местной полиции. Несмотря на то, что расследование так и не было проведено, усташская пропаганда обвинила в нападении «сербских четников». В историографии существует версия, что атака была инспирирована самими усташами, чтобы получить формальный повод для резни. По другой версии, нападение могли совершить скрывавшиеся в окрестностях военнослужащие королевской армии.
После того, как в Бьеловаре узнали о нападении, Кватерник приказал арестовать 200 сербов из Гудоваца, Велико-Коренова, Мало-Коренова, Пргомелья, Болча, Клокочеваца, Тука, Станчичей и Брезы. Помощь усташам оказывали солдаты формируемой армии НГХ и члены «Сельской стражи» — военизированного формирования Хорватской крестьянской партии. Арестовывали, как правило, наиболее известных и богатых сербов, в том числе учителей, предпринимателей, священников. Местом сбора было выбрано село Гудовац, куда усташи привели около 195 схваченных сербов.
После краткого пребывания в здании администрации муниципалитета арестованным сербам сообщили, что они будут отведены на допрос в Бьеловар. Однако колонна в сопровождении 70 конвоиров была направлена в другую сторону и остановлена на поле на берегу реки Плавница, на котором обычно проходила ярмарка под открытым небом. По пути к месту экзекуции конвоиры оскорбляли арестованных сербов, заставляли их петь усташские песни и повторять «Да здравствует Павелич! Да здравствует Кватерник!». Построив сербов на поле, конвоиры дали по ним два залпа, а затем добили раненых штыками. Нескольким сербам удалось выжить и спрятаться от палачей, которые добивали раненых.

### Дальнейшие события
Усташи никогда не пытались скрыть события в Гудоваце, используя их для насаждения страха среди сербов. Местное население также знало о резне. После убийства усташи заставили жителей села выкопать братскую могилу площадью в 150 квадратных метров и залить тела жертв негашеной известью, чтобы ускорить разложение. После этого крестьянам из Гудоваца позволили разойтись по домам.
На следующий день жена и дочь одного из убитых сообщили о произошедшем немецким офицерам. Командование оккупационных войск потребовало провести частичную эксгумацию тел и наказать виновных. Вскоре 40 подозреваемых в участии в резне были арестованы немецкими солдатами. После этого Младен Лоркович встретился с послом Германии в НГХ Зигфридом Каше и рассказал, что казнь сербов произошла в отместку за убийство 11 хорватов. Лоркович также заявил Каше, что произошедшее является внутренним вопросом НГХ и попросил освободить арестованных усташей. Он пообещал немецкому послу, что Загреб проведет полное расследование. В итоге, немцы отпустили задержанных усташей, но обещанное расследование так и не было проведено. Никто из организаторов резни не был наказан.
Резня в Гудоваце стала предвестником множества других массовых убийств сербов по всей НГХ — в Благае, Госпиче, Глине и т. д. Значительная часть жертв геноцида погибла или пострадала в многочисленных концлагерях, созданных усташами. Число погибших сербов исчисляется несколькими сотнями тысяч человек, также было велико число беженцев. На Нюрнбергском процессе эти убийства были признаны геноцидом.

### Оценки историков
Версия усташей, что казнь в Гудоваце произошла в качестве мести за убийство 11 хорватов ранее, большинством исследователей считается несостоятельной. Хорватский историк Желько Караула писал, что 11 хорватов были расстреляны югославскими солдатами до капитуляции страны, так как уклонялись от мобилизации. Славко Голдштейн писал, что подавляющее большинство хорватов, в чьих смертях усташи обвиняли сербов, в действительности погибли во время мятежа укомплектованных хорватскими резервистами армейских частей в Бьеловаре. Мишель Леви, специализирующийся на истории Холокоста, утверждал, что приписываемого сербам убийства 11 хорватов не было. В свою очередь, Филипп Кук и Бен Шепард отмечали, что бойня произошла до того, как началось организованное сопротивление сербов на оккупированных территориях.

### Память
В 1955 году югославские власти возвели мавзолей и памятник на месте резни. Автором памятника был сербский скульптор Воин Бакич. В 1991 году, во время войны в Хорватии, они были разрушены хорватскими националистами, как и другой памятник Бакича «Беловарец», который Бакич посвятил своим братьям, убитым усташами. В том же году местные жители подписали петицию за восстановление «Бьеловарца». Его открытие состоялось в декабре 2010 года. Представители движения антифашистов Хорватии также неоднократно предлагали восстановить и памятник в Гудоваце, но этого до сих пор не произошло.